# Mimosa malacocarpa
Mimosa malacocarpa là một loài thực vật có hoa trong họ Đậu. Loài này được (Robinson) Britton & Rose miêu tả khoa học đầu tiên.